# Julgamento dos Mercenários
O Julgamento dos Mercenários  foi um julgamento realizado em Luanda, Angola, em junho de 1976 durante a Guerra Civil Angolana. Treze mercenários ocidentais foram sentenciados a longas penas de prisão ou execução por pelotão de fuzilamento.

## Contexto
Angola conquistou sua independência de Portugal em 11 de novembro de 1975, porém o novo país foi imediatamente imerso em uma guerra civil de três lados. O Movimento Popular de Libertação de Angola (MPLA) foi apoiado pela União Soviética e Cuba, enquanto os Estados Unidos e alguns de seus aliados apoiaram a Frente Nacional de Libertação de Angola (FNLA) e a União Nacional para a Independência Total de Angola (UNITA).
Treze mercenários lutando pela FNLA – nove britânicos, três estadunidenses e um irlandês – foram capturados pelas forças do MPLA em meados de fevereiro de 1976. Em 26 de maio, eles foram indiciados pelo Tribunal Revolucionário Popular em Luanda. Os homens foram acusados de agir como mercenários, crimes de guerra e crimes contra a paz.
O Governo do MPLA convidou um grupo de observadores estrangeiros para comparecer ao julgamento. Entre eles estavam Jack Dromey, um sindicalista britânico que mais tarde se tornou deputado do Partido Trabalhista, e Stephen Sedley, mais tarde juiz do Tribunal Superior do Reino Unido.

## Julgamento
O julgamento durou de 11 a 16 de junho. Havia cinco juízes. O juiz presidente foi Ernesto Teixeira da Silva, o Procurador-Geral de Angola. Os outros juízes foram o Diretor da Televisão Angolana, dois oficiais militares e um membro do Conselho Nacional das Mulheres de Angola. Os veredictos de culpados foram uma conclusão precipitada; antes mesmo do julgamento começar, Luis de Almeida, o Diretor de Informação e Segurança, declarou que os réus eram culpados e que a única coisa que precisava ser determinada era a punição a ser aplicada. As seguintes sentenças foram proferidas em 28 de junho de 1976:
Morte por fuzilamento:
- Costas Georgiou (aka "Colonel Tony Callan"), 24 (Chipre/Reino Unido)
- Andrew Gordon McKenzie, 25 (Reino Unido)
- John Derek Barker, 34 (Reino Unido)
- Daniel Francis Gearhart, 34 (EUA)

30 anos de prisão:
- Michael Douglas Wiseman (Reino Unido)
- Kevin John Marchant (Reino Unido)
- James George Butler (Reino Unido)
- Gustavo Marcelo Grillo, 27 (Argentina/EUA)

24 anos de prisão:
- John Lawlor (Reino Unido)
- Colin Evans (Reino Unido)
- Cecil Martin "Satch" Fortuin (África do Sul/Reino Unido)

16 anos de prisão:
- John Nammock (Reino Unido)
- Gary Martin Acker, 21 (EUA)
- Malcolm McIntyre (Reino Unido)

Alguns dos veredictos eram esperados, especialmente em relação a Callan; um de seus companheiros mercenários o descreveu como "um maníaco homicida, que passava muito tempo matando negros apenas por diversão". No entanto, Gearhart havia chegado a Angola apenas alguns dias antes de sua captura; os advogados de defesa forneceram evidências de que ele nunca havia disparado um tiro e provavelmente nem havia participado de um combate. Acker, um ex-fuzileiro naval, havia levado um tiro na perna e sido feito prisioneiro em sua primeira experiência de combate cinco dias após chegar ao país. O primeiro-ministro britânico James Callaghan, a rainha Elizabeth II, o presidente Gerald Ford e o secretário de Estado Henry Kissinger solicitaram que o presidente angolano Agostinho Neto mostrasse misericórdia aos homens. No entanto, Neto se recusou a intervir.
Os quatro condenados foram executados pela polícia militar do MPLA em 10 de julho de 1976. De acordo com os ex-mercenários britânicos Chris Dempster e Dave Tomkins, apenas McKenzie foi morto imediatamente. Callan e Gearhart foram mortos por golpe de misericórdia, enquanto Barker, que saiu ileso, mas aparentemente desmaiou, foi baleado após acordar enquanto seu "corpo" estava sendo removido em uma maca.

## Sequência
Os dois norte-americanos restantes, Grillo e Acker, foram libertados em novembro de 1982 em uma troca de prisioneiros elaborada pelo Departamento de Estado dos Estados Unidos. Os prisioneiros britânicos foram libertados em fevereiro de 1984 após negociação pelo Ministério das Relações Exteriores britânico.

## Ver taqmbém
- Mercenários na Guerra Civil Angolana

### Citações
1. ↑  «ANGOLA – JULGAMENTO DOS MERCENÁRIOS (LUANDA, 1976)». EPHEMERA - Biblioteca e arquivo de José Pacheco Pereira
2. 1 2 3 4 5 6 7 8  Hoover, Mike J. (1977). «The Laws of War and the Angolan Trial of Mercenaries: Death to the Dogs of War». Case Western Reserve Journal of International Law. 9 (2)
3. 1 2  «1976: Death sentence for mercenaries». BBC News
4. ↑  «haldane society NOTES». Bulletin (Haldane Society of Socialist Lawyers) (9): 1–3. 1978. ISSN 2517-7281. JSTOR 44749726
5. ↑  Donner, Al; Walters, Dan (28 de junho de 1976). «For Soldier of Fortune Gary Acker, a Luckless Road Runs Out in Faraway Angola». People
6. ↑  «ANGOLA: Death for 'War Dogs'». Time (em inglês). 12 de julho de 1976. ISSN 0040-781X. Consultado em 30 de agosto de 2023
7. ↑  «ExecutedToday.com » 1976: Costas Georgiou and three other mercenaries in Angola» (em inglês). Consultado em 31 de agosto de 2023
8. ↑  Dempster, Chris (1980). Fire Power. London: St Martin's Press. ISBN 9780312291150
9. ↑  «3 Held by Angola Return to U.S.». The New York Times. 18 de novembro de 1982
10. ↑  «Angola. British mercenaries released after 8 years». Associated Press Archive